# Andvār
Andvār (persiska: اندوار, اَندَوار) är en ort i Iran.   Den ligger i provinsen Mazandaran, i den norra delen av landet, 100 km öster om huvudstaden Teheran. Andvār ligger 2 076 meter över havet och antalet invånare är 226.
Terrängen runt Andvār är bergig norrut, men söderut är den kuperad. Andvār ligger nere i en dal. Runt Andvār är det tätbefolkat, med 286 invånare per kvadratkilometer. Närmaste större samhälle är Nowsar, 15,4 km sydväst om Andvār. Trakten runt Andvār består i huvudsak av gräsmarker.